# Ришельовски лицей
Ришельовският лицей (на руски: Ришельевский лицей) е бивше престижно средно училище в Одеса, Руската империя.
В него са учили и деца (вкл. българи) от страни извън империята. Наименуван е в чест на градоначалника на Одеса и губернатор на Новорусия херцог Арман-Еманюел дю Плеси дьо Ришельо, по чийто инициатива е създаден. То просъществува от 1817 до 1865 г., когато става основа на първото висше училище в града. В неговата сграда е настанена днешната Гимназия № 1.

## История
Идеята за създаване на елитен лицей – по подобие на Царскоселския край столицата Санкт Петербург, който да обучава държавни служители, принадлежи на губернатора на Новорусия херцог Ришельо (познат в Русия като Ришелье). Въпреки ходатайствата му лицеят е създаден, едва когато той става министър-председател на Франция. Лицеят е учреден с указ на император Александър I през 1817 г. През 1865 г. на негова основа е създаден Императорският новоросийски университет.
До 1871 г. в Одеса съществуват 2 гимназии – № 1 (Ришельовска мъжка гимназия, като наследница на Ришельовския лицей) и Гимназия № 2. По данни на Петроградския архив през 1840 – 1842 г. в Херсонската семинария и одеските училища учат 13 българчета. Константин Петкович например учи в Ришельовския лицей (1842 – 1846), а след това и в семинарията в Одеса. Възпитаници на лицея през 19 век са и други българи: Спиридон Палаузов, Николай Палаузов, Владимир Палаузов, Найден Геров, Димитър Мутев, Андрей Петкович, Киро Тулешков, Сава Радулов, Сава Филаретов.